# Parlament d'Irlanda

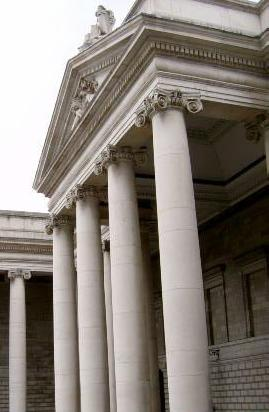
Façana de l'edifici del Parlament d'Irlanda, a Dublín. Actualment allotja una branca del Banc d'Irlanda.

El Parlament d'Irlanda va ser un cos legislatiu existent a Dublín entre el 1297 i el 1800. Estava compost per dues cambres: la Cambra dels Comuns i la Cambra dels Lords. Aquesta darrera estava formada per membres de l'aristocràcia irlandesa i bisbes (després de la reforma, bisbes de l'Església d'Irlanda), mentre que la dels Comuns era elegida, tot i que en uns termes molt restrictius.
El principal objectiu del parlament era aprovar els impostos que havia de recol·lectar el Senyoriu d'Irlanda. Els seus membres, doncs, eren aquells qui pagaven aquests impostos: clergues, comerciants i terratinents. El 1541 el parlament va votar la creació del Regne d'Irlanda.
Al llarg dels segles, el parlament irlandès es va reunir en diversos indrets, tant dins com fora de Dublín: el primer lloc on es va establir de manera permanent va ser Castledermot, al comtat de Kildare, el 18 de juny de 1264, pocs mesos abans que es reunís el primer parlament anglès, format per representants de pobles i ciutats. No obstant, aquest Parlament irlandès era una reunió de nobles i bisbes irlandesos, no pas del poble d'Irlanda. Més tard, durant el segle xv, el parlament va començar a convidar representants del poble.
Entre els indrets més coneguts on es va reunir el Parlament d'Irlanda, destaca el castell de Dublín, la Bluecoat School, la Chichester House i, en la seva darrera localització, la Irish Parliament House, al College Green.